# Lixing-lès-Saint-Avold
Lixing-lès-Saint-Avold là một xã trong tỉnh Moselle, vùng Grand Est đông bắc nước Pháp.